# Col de la Hourcère
Le col de la Hourcère, également appelé col d'Issarbe, est un col routier situé dans les Pyrénées en France. À une altitude de 1 438 mètres, il se trouve en région Nouvelle-Aquitaine, dans le département des Pyrénées-Atlantiques, au nord de Sainte-Engrâce et au-dessus de la station de ski d'Issarbe.

## Accès
Le col se trouve sur la route départementale 632.

## Géographie
Le col est situé à la limite des communes de Sainte-Engrâce et de Lanne-en-Barétous.

## Activités

### Cyclisme
Le col figure au programme de la 9e étape du Tour de France 2020 entre Pau et Laruns dans les Pyrénées-Atlantiques.
Avec quatre autres cols majeurs, il avait été initialement au programme de la 16e étape du Tour de France 1995 mais celle-ci a été neutralisée après la chute mortelle de Fabio Casartelli la veille dans la descente du col de Portet d'Aspet.
| Année | Étape | Catégorie | 1er au sommet |
| ----- | ----- | --------- | ------------- |
| 2020  | 9e    | 1         | Marc Hirschi  |
| 1995  | 16e   | 3         | neutralisée   |

Il est franchi au cours de la 14e étape du Tour d'Espagne 2023 ; le Belge Remco Evenepoel le passe en tête.